# Jermaine Stewart
Jermaine Stewart (Columbus, Ohio, 7 de septiembre de 1957-Homewood, Illinois, 17 de marzo de 1997) fue un cantante de música pop y blues estadounidense, conocido por su hit comercial «We Don't Have to Take Our Clothes Off» (del álbum Frantic Romantic de 1986), que alcanzó el # 2 en el Reino Unido y Canadá. También alcanzó el # 5 en los US Billboard Hot 100. Incursionó ampliamente en el subgénero rhythm & blues.

## Biografía
Stewart, que nació en Columbus, Ohio, hijo del matrimonio compuesto por Ethel M. y Eugene Stewart, la familia se trasladó a Chicago, Illinois en 1972, donde alcanzó a dar sus primeros pasos en la carrera del entretenimiento. Finalmente logró el reconocimiento como bailarín en el programa de televisión Soul Train, que fue filmada en Chicago. Allí conoció a otros bailarines compañeros, entre los que se encontraban Jody Watley y Jeffrey Daniels. El trío se hicieron muy amigos y audicionaron para convertirse en miembros del grupo Shalamar, que fue creado por el fundador de Soul Train Don Cornelius y el agente Dick Griffey. Watley y Daniels fueron seleccionados para el grupo como vocalista de copia de seguridad/semi-lead mientras que Steward audicionó para el papel de vocalista principal, que perdió a Howard Hewett. Tiempo después en un espectáculo en Londres, conoció a Mikey Craig del grupo Culture Club. El mismo Craig lo ayudó en su formación como cantante al editar un demo, y llegando a cantar incluso como corista con Culture Club cuando grabaron la canción 'Miss Me Blind'. Como resultado de todo esto, el grupo le ayudó a firmar un contrato discográfico con Arista Records.

## Carrera
Stewart vio a algo de éxito con el sencillo 'The Word Is Out' del álbum del mismo nombre. Este álbum estaba coescrito por Craig y alcanzó el puesto #90 en el Top de EE. UU. Tuvo un total de 200 álbumes editados. Su próximo álbum fue de 1986, Frantic Romantic, que incluía diez hit entre ellos la canción We Don't Have to Take Our Clothes Off. La canción también alcanzó la lista de los diez más populares en el Reino Unido, Canadá e Irlanda. Otro de sus temas incluidos fue Jody, inspirado en su mejor amiga Jody Watley, llegando al top 20 de EE. UU. Frantic Romantic sería el más exitoso de sus álbumes más vendidos, alcanzando el puesto # 34 en los EE. UU.
Su tercer álbum fue titulado Say It Again, con una producción manejada en gran parte por André Cymone. Con el apoyo de fechas internacionales en vivo con su banda The Party, la canción Say It Again se convirtió en segundo gran éxito en los Top 40 de los mejores hit. En la lista de singles del Reino Unido alcanzó el puesto número 7.
Los siguientes tres sencillos, que recibieron remixes por Phil Harding fueron Get Lucky, No Talk Dirty to Me y Is It Really Love? de gran popularidad en Alemania, donde "No Talk Dirty to Me" fue uno de los discos más vendidos de 1988.
Su cuarto y último álbum bajo su contrato con Arista Records que no logró ningún impacto en los Estados Unidos, mientras que el primer sencillo Tren del Amor llegó a los 100 mejores hots en el Reino Unido. Este tema se incluyó en la banda sonora de la película de comedia de Meryl Streep y Roseanne Barr de 1989,She-Devil. En ese año también interpretó Hot and Cold, coescrito por Andy Summers, que apareció en los créditos iniciales de la película exitosa Weekend at Bernie's.
En 1991, se unió a la banda Chicago producido por Jesse Saunders en su último trabajo discográfico, un disco para Reprise Records, Set Me Free. La canción fue lanzado como sencillo en los EE. UU., pero se vendió poco.
Poco antes de su muerte, Stewart regresó al estudio para grabar un nuevo álbum titulado Believe In Me. Aunque el álbum no se logró completar.
El 18 de octubre de 2010, Cherry Red Records reeditó su álbum Frantic Romantic en CD por primera vez desde 1986.
En 2011, la canción We Don't Have to Take Our Clothes Off fue utilizada en un anuncio comercial en el Reino Unido llamado "La Tienda de la Caridad". Esto expuso la canción a una nueva generación y devolvió a la lista de singles del Reino Unido, alcanzando el puesto N º 29.

## Fallecimiento
Stewart, que fue un cantante abiertamente homosexual, falleció el 17 de marzo de 1997 en un suburbio de Chicago Homewood, Illinois como consecuencia de un cáncer de hígado provocado por una complicación del sida. Tenía 39 años.

## Discografía
Álbumes
- 1984: The Word Is Out (US Pop #90, US R&B #30)
- 1986: Frantic Romantic (US Pop #34, US R&B #31, UK #49)[1]
- 1988: Say It Again (US Pop #98, US R&B #45, UK #32)[1]
- 1989: What Becomes a Legend Most
- 1992: Set Me Free (unreleased)
- 2005: Attention: A Tribute to Jermaine Stewart
- 2011: Greatest Hits

Singles
| Year                                    | Title                                   | US      | US    | US      | CAN | UK | NL | DE | CH | BE | NO | NZ | Album                            |
| Year                                    | Title                                   | Hot 100 | Dance | Hot R&B | CAN | UK | NL | DE | CH | BE | NO | NZ | Album                            |
| --------------------------------------- | --------------------------------------- | ------- | ----- | ------- | --- | -- | -- | -- | -- | -- | -- | -- | -------------------------------- |
| 1984                                    | "The Word Is Out"                       | 41      | —     | 17      | —   | —  | —  | —  | —  | —  | —  | —  | The Word Is Out                  |
| 1984                                    | "Get Over It"                           | —       | —     | —       | —   | —  | —  | —  | —  | —  | —  | —  | The Word Is Out                  |
| 1985                                    | "I Like It"                             | —       | —     | —       | —   | —  | —  | —  | —  | —  | —  | —  | The Word Is Out                  |
| 1985                                    | "We Don't Have To Take Our Clothes Off" | 5       | 41    | 64      | 29  | 2  | 13 | —  | —  | 10 | —  | 27 | Frantic Romantic                 |
| 1986                                    | "Frantic Romantic"                      | —       | —     | —       | —   | —  | —  | —  | —  | —  | —  | —  | Frantic Romantic                 |
| 1986                                    | "Jody"                                  | 42      | 9     | 18      | 50  | —  | —  | —  | —  | —  | —  | —  | Frantic Romantic                 |
| 1986                                    | "Don't Ever Leave Me"                   | —       | —     | —       | —   | 76 | —  | —  | —  | —  | —  | —  | Frantic Romantic                 |
| 1987                                    | "Say It Again"                          | 27      | —     | 15      | —   | 7  | 27 | —  | —  | 31 | 10 | —  | Say It Again                     |
| 1988                                    | "Get Lucky"                             | —       | 12    | 69      | —   | 13 | 14 | 6  | 6  | 10 | —  | —  | Say It Again                     |
| 1988                                    | "Don't Talk Dirty to Me"                | —       | 13    | —       | —   | 61 | —  | 4  | 14 | —  | —  | —  | Say It Again                     |
| 1989                                    | "Is It Really Love?"                    | —       | —     | —       | —   | —  | —  | 41 | —  | —  | —  | —  | Say It Again                     |
| 1989                                    | "Hot And Cold"                          | —       | —     | —       | —   | —  | —  | —  | —  | —  | —  | —  | Weekend At Bernie's (soundtrack) |
| 1989                                    | "Tren de Amor"                          | —       | —     | —       | —   | —  | —  | —  | —  | —  | —  | —  | What Becomes A Legend Most       |
| 1990                                    | "Every Woman Wants To"                  | —       | —     | —       | —   | 97 | —  | —  | —  | —  | —  | —  | What Becomes A Legend Most       |
| 1992                                    | "Set Me Free"                           | —       | 45    | —       | —   | 95 | —  | —  | —  | —  | —  | —  | single only                      |
| "—" denotes releases that did not chart |                                         |         |       |         |     |    |    |    |    |    |    |    |                                  |